# Spolchemie

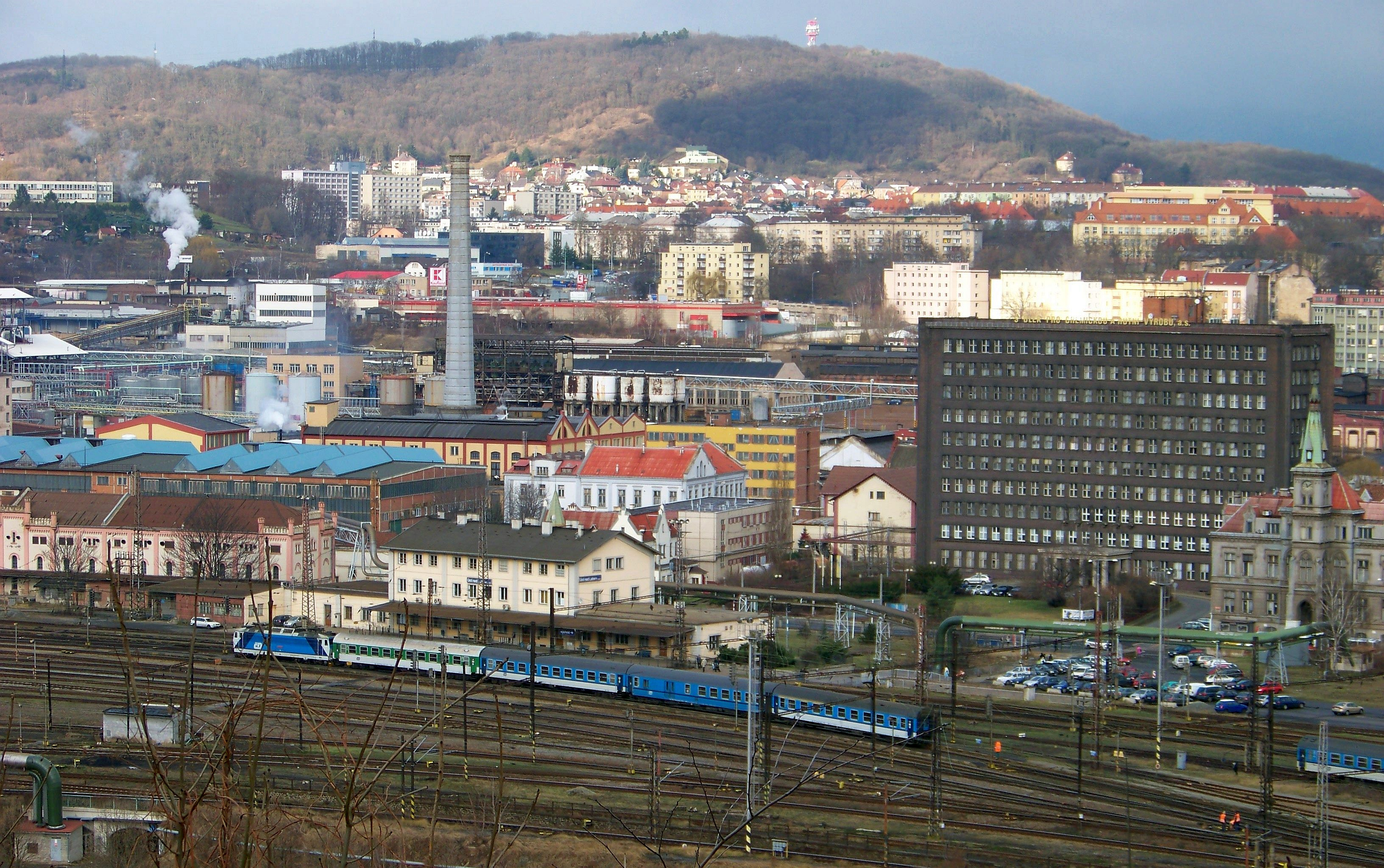
Blick auf das Firmengelände

SPOLCHEMIE - Spolek pro chemickou a hutní výrobu, a.s., ist ein börsennotiertes tschechisches Unternehmen für Fertigungschemikalien mit Sitz in Ústí nad Labem. Spolchemie ist nach eigenen Angaben einer der führenden Hersteller von Kunstharzen in Europa.
Das Basissortiment besteht aus Epoxid- und Alkydharzen, Härtern und Lösungsmitteln, ätzenden Laugen und anorganischen Chemikalien (Natrium- und Kaliumhydroxid, Chlor, Epichlorhydrin, Allylchlorid). Das Unternehmen stellt  Epoxidharz her, das seit 2011 mit einem EPD-Umweltzertifikat zertifiziert wurde. Im April 2017 wurde eine neue Membranelektrolyse eingeführt, die die alte Quecksilbertechnologie vollständig ersetzt. Spolchemie ist einer der wichtigsten tschechischen Exporteure und zählt zu den größten Exporteuren in der Region Ústí. Spolchemie ist durch die entschädigungslose Enteignung des Unternehmens Österreichischer Verein für Chemische und Metallurgische Produktion 1945 durch die tschechische Regierung zunächst als volkseigener Betrieb entstanden. Das Unternehmen ist in den 1990er Jahren privatisiert worden und war seitdem unter dem Namen Spolchemie an der Prager Börse notiert. Das Unternehmen machte im Jahr 2021 rund 386 Millionen Euro Umsatz und hatte 928 Mitarbeiter.
Im Jahr 2021 übernahm die tschechische Investmentgruppe Kaprain Spolchemie vollständig.